# Aschach an der Steyr
Aschach an der Steyr è un comune austriaco di 2 224 abitanti nel distretto di Steyr-Land, in Alta Austria.